# Das Testament des Dr. Cordelier
Das Testament des Dr. Cordelier (Originaltitel: Le testament du Docteur Cordelier) ist ein 1959 in Frankreich produzierter Horrorfilm in Schwarzweiß mit Jean-Louis Barrault, der die Erzählung Der seltsame Fall des Dr. Jekyll und Mr. Hyde von Robert Louis Stevenson in die Gegenwart adaptierte. Die Rollen des Doktors und seines Alter Egos übernehmen hier Dr. Cordelier und Opale. Produziert wurde der Film für das französische Fernsehen.
Hervorzuheben ist, dass Barrault kaum geschminkt ist, wenn er den Bösewicht Opale mimt: lediglich mit Gummibällchen ausgepolsterte Wangen und eine zerzauste Frisur.

## Handlung
Wie sein literarisches Vorbild forscht der zu intimen Beziehungen unfähige Dr. Cordelier in seinem Pariser Labor nach einer Droge zur Aufdeckung der wahren Natur eines Menschen. Er probiert die Droge an sich selbst aus und wird zu Opale, einem zügellosen und hässlichen Bösewicht ohne Gewissen. Meist nachts sucht er Paris heim. So verhöhnt und verletzt er einen Mann mit Krücken, verprügelt ein Mädchen auf offener Straße und erschreckt seinen Kollegen Dr. Severin zu Tode. Cordelier findet mehr und mehr Gefallen an Opale. Als dieser jedoch einen Passanten erschlägt und somit einen Mord begeht, versucht er, von ihm loszukommen. Doch es ist zu spät, und er richtet sich selbst.

## Kritiken
„Die mit grimmigem Humor entwickelte Gruselgeschichte war für Renoir vor allem ein Experimentalfilm in Sachen Schauspielerführung. Er drehte geschlossene Szenen als Einheit und nahm sie gleichzeitig mit bis zu acht Kameras auf. Nicht zuletzt diese Methode verursacht die außerordentliche darstellerische Präsenz Barraults.“

„An dieser Version ist interessant und neu Renoirs meisterhafter Einsatz des Schauspielers Jean-Louis Barrault, der sich durch seine gegensätzlichen Eigenschaften als trockener, kalter, starrer Schauspieler und leichter, luftiger, gestischer Mime für die Rolle empfahl. Die Umwandlung ist nicht mehr das Ergebnis einer mehr oder weniger geschickten Maske, sondern einer wirklichen, physischen Veränderung zweier verschiedener Zustände der Materie [...] Nebenbei bemerkt: indem Renoir sich vom Buchstaben der Stevensonschen Erzählung löste, gelang ihm wieder einmal eine Verfilmung, die dem Geist des Schriftstellers näher ist als jede andere.“